# Joseph De Grasse
Joseph De Grasse, all'anagrafe Joseph Louis De Grasse, (Bathurst, 4 maggio 1873 – Los Angeles, 25 maggio 1940), è stato un regista e attore cinematografico canadese.
È conosciuto anche con il nome Joe De Grasse. Fu attivo nei primi anni del Novecento, quando lavorò a Hollywood nel cinema muto. Occasionalmente, fu anche produttore e sceneggiatore.

## Biografia
Nato a Bathurst, New Brunswick, era il fratello maggiore dell'attore Sam De Grasse e zio del direttore della fotografia Robert De Grasse.
Joe De Grasse cominciò la sua carriera come giornalista, ma presto si lasciò affascinare dal teatro e trovò lavoro come attore. Nel 1911, debutta nel cinema in Love's Renunciation di Joseph A. Golden, un cortometraggio della Pathé Frères in cui si trova ad avere come partner Pearl White. Recita, nella sua carriera, in 23 film. Ne sceneggiò e ne produsse tre. Il suo interesse però si volse soprattutto verso la regia, che diventò la sua professione principale. Dal 1914 al 1926, diresse 89 film.
A Hollywood, dove aveva seguito il fratello Sam che aveva intrapreso anche lui la carriera di attore, mentre sta lavorando per l'Universal, incontra e sposa una delle poche donne registe attive in quegli anni, Ida May Park (1879–1954). I due si conoscono sul set di Her Bounty. Da quel momento, Ida May Park lavora attivamente con De Grasse, per il quale scrive gran parte delle sceneggiature dei suoi film.
Nel 1915, De Grasse è uno dei membri fondatori della Motion Picture Directors Association, (Directors Guild of America) insieme a Maurice Tourneur, John Ford e altri registi.
Dalla metà degli anni venti, De Grasse lascia la regia e torna a lavorare come attore.
Muore a Eagle Rock, in California, il 25 maggio 1940 a 67 anni.

## Filmografia
La filmografia è completa. Quando manca il nome del regista, questo non viene riportato nei titoli

### Regista
- Her Wayward Son – cortometraggio (1914)
- Her Bounty – cortometraggio (1914)
- The Pipes o' Pan – cortometraggio (1914)
- A Law Unto Herself – cortometraggio (1914)
- Virtue Is Its Own Reward – cortometraggio (1914)
- Her Life's Story – cortometraggio (1914)
- Lights and Shadows – cortometraggio (1914)
- The Lion, the Lamb, the Man – cortometraggio (1914)
- A Night of Thrills – cortometraggio (1914)
- Her Escape – cortometraggio (1914)
- The Sin of Olga Brandt – cortometraggio (1915)
- The Star of the Sea – cortometraggio (1915)
- The Measure of a Man – cortometraggio (1915)
- The Threads of Fate – cortometraggio (1915)
- When the Gods Played a Badger Game – cortometraggio (1915)
- Such Is Life – cortometraggio (1915)
- Where the Forest Ends – cortometraggio (1915)
- Outside the Gates – cortometraggio (1915)
- All for Peggy – cortometraggio (1915)
- The Desert Breed – cortometraggio (1915)
- Maid of the Mist – cortometraggio (1915)
- A Man and His Money – cortometraggio (1915)
- The Grind – cortometraggio (1915)
- The Girl of the Night – cortometraggio (1915)
- Unlike Other Girls – cortometraggio (1915)
- An Idyll of the Hills – cortometraggio (1915)
- The Stronger Mind – cortometraggio (1915)
- The Heart of Cerise – cortometraggio (1915)
- The Struggle – cortometraggio (1915)
- One Man's Evil – cortometraggio (1915)
- A Mountain Melody – cortometraggio (1915)
- Simple Polly – cortometraggio (1915)
- Vanity – cortometraggio (1915)
- Steady Company (1915)
- Bound on the Wheel (1915)
- Betty's Bondage (1915)
- Mountain Justice (1915)
- Quits (1915)
- The Pine's Revenge (1915)
- The Fascination of the Fleur de Lis (1915)
- Alas and Alack (1915)
- A Mother's Atonement (1915)
- Lon of Lone Mountain (1915)
- The Millionaire Paupers (1915)
- Under a Shadow (1915)
- Father and the Boys (1915)
- Stronger Than Death – cortometraggio (1915)
- Dolly's Scoop (1916)
- The Grip of Jealousy (1916)
- Tangled Hearts (1916)
- The Gilded Spider (1916)
- Bobbie of the Ballet (1916)
- The Grasp of Greed (1916)
- The Mark of Cain (1916)
- If My Country Should Call (1916)
- The Place Beyond the Winds (1916)
- The Price of Silence (1916)
- The Piper's Price (1917)
- Hell Morgan's Girl (1917)
- The Mask of Love (1917)
- The Girl in the Checkered Coat (1917)
- A Doll's House (1917)
- Pay Me! (1917)
- Triumph (1917)
- The Empty Gun (1917)
- Anything Once (1917)
- The Winged Mystery (1917)
- The Scarlet Car (1917)
- The Fighting Grin  (1918)
- A Broadway Scandal (1918)
- After the War (1918)
- The Rough Lover (1918)
- La regina degli Apaches o Lady Apache (The Wildcat of Paris) (1918)
- Undertow (1919)
- The Market of Souls (1919)
- L'apache (1919)
- Heart o' the Hills (1919)
- His Friend's Wife (1919)
- The Midlanders (1920)
- La vendetta del torero (The Brand of Lopez) (1920)
- Bonnie May (1920)
- 45 Minutes from Broadway (o Forty-five Minutes from Broadway) (1920)
- Nineteen and Phyllis (1920)
- The Old Swimmin' Hole (1921)
- A Tailor-Made Man (1922)
- Primo amore (The Girl I Loved) (1923)
- Thundergate (1923)
- Oro fluente o Molock (Flowing Gold) (1924)
- The Hidden Way (1926)

### Attore
- Love's Renunciation, regia di Joseph A. Golden (1911)
- For His Mother's Sake (1912)
- The Squaw Man's Sweetheart, regia di James Young Deer (1912)
- His Wife's Old Sweetheart (1912)
- A Redman's Friendship (1912)
- A Famous Scout to the Rescue (1912)
- Jealousy on the Ranch (1912)
- The $2500 Bride (1912)
- The Pioneer's Recompense (1913)
- The Sheriff's Reward, regia di Fred E. Wright (1913)
- The Measure of a Man, regia di Paul Powell (1914)
- Lights and Shadows, regia di Joseph De Grasse – cortometraggio (1914)
- The Measure of a Man, regia di Joseph De Grasse (1915)
- Where the Forest Ends, regia di Joseph De Grasse (1915)
- The Girl of the Night, regia di Joseph De Grasse (1915)
- The Heart of Cerise, regia di Joseph De Grasse (1915)
- The Undertow, regia di Frank Thorne (1916)
- The Place Beyond the Winds, regia di Joseph De Grasse (1916)
- After the War, regia di Joseph De Grasse (1916)
- So Big, regia di Charles Brabin (1924)
- The Cowboy Kid, regia di Clyde Carruth (1928)
- The Drunkard, regia di Albert Herman (1935)
- Cavaliere all'alba (The Dawn Rider), regia di Robert N. Bradbury (1935)
- The Adventures of Frank Merriwell di Clifford Smith (1936)

### Sceneggiatore
- Her Wayward Son, regia di Joseph De Grasse – cortometraggio (1914)
- A Doll's House, regia di Joseph De Grasse (1917)
- Pay Me!, regia di Joseph De Grasse (1917)

### Produttore
- The Higher Law, regia di Charles Giblyn (1914)
- Alas and Alack, regia di Joseph De Grasse (1915)
- Felix on the Job di George Felix (1916)